# Strana národní obrany
Strana národní obrany (arabsky حزب الدفاع الوطني‎, Ḥizb al-Difāʿ al-Waṭanī) byla palestinská politická strana v Mandátní Palestině. V roce 1934 ji založil Rághib an-Našášíbí z vlivného rodu an-Našášíbí.

## Historie
Stranu národní obrany založil v prosinci 1934 Rághib an-Našášíbí. Obecně byla považována za umírněnější než Palestinská arabská strana konkurenčního rodu al-Husajní. Stranický program požadoval vyhlášení nezávislého palestinského státu s arabskou většinou a odvolání Balfourovy deklarace. V roce 1936 byl Rághib an-Našášíbí krátce členem Vysokého arabského výboru, který ale pro spory s rodem al-Husajní opustil. Díky tomu se v říjnu 1937 vyhnuli britskému zákazu arabských nacionalistických politických stran, který přišel po arabském povstání v Palestině. Strana národní obrany naopak s Brity během povstání spolupracovala a proto byla radikálnějšími arabskými kruhy považována za kolaboranty. V roce 1939 jako první palestinská strana přijala britskou MacDonaldovu bílou knihu.